# Видообразование
Видообразова́ние — процесс возникновения новых биологических видов и изменения их со временем. При этом генетическая несовместимость новообразованных видов, то есть их неспособность производить при скрещивании плодовитое потомство или вообще потомство, называется межвидовым барьером, или барьером межвидовой совместимости.
Существуют разнообразные теории, объясняющие механизмы видообразования, поскольку эмпирическая проверка очень сложна из-за долговременности изучаемого процесса.
Согласно синтетической теории эволюции (СТЭ), основой для видообразования является наследственная изменчивость организмов, ведущий фактор — естественный отбор. В СТЭ выделяют два способа видообразования: географическое, или аллопатрическое, и экологическое, или симпатрическое.

## Пути видообразования

Сравнение аллопатрического, перипатрического, парапатрического и симпатрического путей видообразования

### Дивергентное (истинное) видообразование
Дивергентное (истинное) видообразование — разделение первоначально единого вида на два или более новых.
Механизм: изоляция между популяциями — накопление генетических изменений — появление репродуктивной изоляции (невозможности скрещиваться)
Все четыре указанных способа естественного видообразования встречались в ходе эволюции, хотя и продолжаются споры об их относительной важности
в увеличении биоразнообразия.
Одним из примеров естественного видообразования предоставляет трёхиглая колюшка, океанская рыба, которая после последней ледниковой эпохи основала новые пресноводные колонии в изолированных озёрах и ручьях. Спустя примерно 10 тысяч поколений структурные отличия между колюшками разных озёр больше, чем различия между некоторыми родами рыб: варьируется форма плавников, размер и число костных пластин, устройство челюсти и окраска.

#### Аллопатрическое видообразование
При аллопатрическом, или географическом, видообразовании среда обитания разделяется на изолированные части географическим барьером (горным хребтом, морским проливом и пр.) и возникают изоляты, географически изолированные популяции. Они претерпевают генотипические и фенотипические расхождения: а) на них действует разное давление естественного отбора; б) в них независимо происходит дрейф генов; с) в них происходят отличные мутации. При достаточной степени расхождений изначальные популяции оказываются репродуктивно изолированными и, в случае восстановления контакта между ними, более не могут обмениваться генами — образовывается новый вид.
Теория географического видообразования создана К. Джорданом, Б. Реншем, Ф. Добжанским, Э. Майром. Значение пространственной изоляции первым подчеркнул М. Вагенер.

##### Перипатрическое видообразование
Разновидностью аллопатрического видообразования является перипатрическое видообразованием, при котором новые виды возникают в небольших популяциях, которые изолированы на периферии и не могут обмениваться генами с основной популяцией. Если меньшая популяция претерпевает эффект бутылочного горлышка, то на такое видообразование оказывает большое влияние эффект основателя. Также предполагается, что большой эффект имеет дрейф генов.

#### Симпатрическое видообразование
Симпатрическое, или экологическое, видообразование связано с расхождением групп особей одного вида, обитающих на одном ареале, по экологическим признакам. При этом особи с промежуточными характеристиками оказываются менее приспособленными. Расходящиеся группы формируют новые виды.
Симпатрическое видообразование может протекать несколькими способами. Один из них — возникновение новых видов при быстром изменении кариотипа путём полиплоидизации. Известны группы близких видов, обычно растений, с кратным числом хромосом. Другой способ симпатрического видообразования — гибридизация с последующим удвоением числа хромосом. Сейчас известно немало видов, гибридогенное происхождение и характер генома которых может считаться экспериментально доказанным. Третий способ симпатрического видообразования — возникновение репродуктивной изоляции особей внутри первоначально единой популяции в результате фрагментации или слияния хромосом и других хромосомных перестроек. Этот способ распространён как у растений, так и у животных.
Особенностью симпатрического пути видообразования является то, что он приводит к возникновению новых видов, всегда морфологически близких к исходному виду. Лишь в случае гибридогенного возникновения видов появляется новая видовая форма, отличная от каждой из родительских.

##### «Мгновенное» видообразование на основе полиплоидии
Данный процесс не предполагает деление ареала на части и формально является симпатрическим. При этом за несколько поколений в результате резких изменений в геноме формируется новый вид.
Сальтационно происходит видообразование на основе полиплоидии у растений.

### Гибридизация
Гибридизация (гибридогенное) — скрещивание популяций разных видов на территории пересечения их ареалов.
При скрещивании различных видов потомство обычно бывает стерильным. Это связано с тем, что число хромосом у разных видов различно. Несходные хромосомы не могут нормально сходиться в пары в процессе мейоза, и образующиеся половые клетки не получают нормального набора хромосом. Однако, если у такого гибрида происходит геномная мутация, вызывающая удвоение числа хромосом, то мейоз протекает нормально и дает нормальные половые клетки. При этом гибридная форма приобретает способность к размножению и утрачивает возможность скрещивания с родительскими формами. Кроме того, межвидовые гибриды растений могут размножаться вегетативным путём.
Существующие в природе естественные ряды гибридных видов растений возникли, вероятно, именно таким путём. Так, известны виды пшеницы с 14, 28 и 42 хромосомами, виды роз с 14, 28, 42 и 56 хромосомами и виды фиалок с числом хромосом, кратным 6 в интервале от 12 до 54. По некоторым данным, гибридогенное происхождение имеют не менее трети всех видов цветковых растений.
Гибридогенное происхождение доказано и для некоторых видов животных, в частности, скальных ящериц, земноводных и рыб. Некоторые виды кавказских ящериц, имеющих гибридогенное происхождение, триплоидны и размножаются с помощью партеногенеза.

### Филетическое видообразование
Филетическое видообразование — постепенное превращение во времени одного вида в другой.
Механизм: изменения условий среды захватывают весь ареал — накопление наиболее выгодных изменений у всех популяций вида.

## Наблюдение видообразования
Судя по палеонтологической летописи и по измерениям скорости мутаций, полная несовместимость геномов, делающая невозможным скрещивание, достигается в природе в среднем за 3 млн лет. А значит, наблюдение образования нового вида в естественных условиях в принципе возможно, но это крайне редкое явление. В то же время, в лабораторных условиях скорость эволюционных изменений может быть увеличена, поэтому есть основания надеяться увидеть видообразование у лабораторных животных.
Известны многие случаи видообразования посредством гибридизации и полиплоидизации у таких растений как конопля, крапива, первоцвет, редька, капуста, а также у различных видов папоротников. В ряде случаев видообразование у растений происходило без гибридизации и полиплоидизации (кукуруза, стефаномерия Stephanomeria malheurensis из семейства астровых).
Дрозофилы, также известные как плодовые мухи, входят в число наиболее изученных организмов. С 1970-х годов зафиксированы многие случаи видообразования у дрозофил. Видообразование происходило, в частности, за счёт пространственного разделения, разделения по экологическим нишам в одном ареале, изменения поведения при спаривании, дизруптивного отбора, а также за счет сочетания эффекта основателя с эффектом бутылочного горлышка (в ходе экспериментов founder-flush).
Видообразование наблюдалось в лабораторных популяциях комнатных мух, мух Eurosta solidaginis, яблонных мух-пестрокрылок, мучных жуков, комаров и других насекомых.
Известны случаи, когда в результате давления отбора (в присутствии хищников) одноклеточные зелёные водоросли из рода хлорелла образовывали многоклеточные колониальные организмы, а у бактерий в аналогичных условиях менялось строение и увеличивались размеры (c 1,5 до 20 микрометров за 8—10 недель). Являются ли эти случаи примерами видообразования, зависит от того, какое используется определение вида (при бесполом размножении нельзя использовать критерий репродуктивной изоляции).
Видообразование также наблюдалось и у млекопитающих. Шесть случаев видообразования у домовых мышей на острове Мадейра за последние 500 лет были следствием исключительно географической изоляции, генетического дрейфа и слияния хромосом. Слияние двух хромосом — это наиболее заметное различие геномов человека и шимпанзе, а у некоторых популяций мышей на Мадейре за 500 лет было девять подобных слияний.

### Rhagoletis pomonella
Яблонная муха (Rhagoletis pomonella) является примером ранней стадии симпатрического видообразования. Первоначально вид обитал в восточной части США. До появления европейцев личинки этих мух развивались только в плодах боярышника. Однако с завозом в Америку яблонь (первое упоминание яблонь в Америке — 1647 год), открылась новая экологическая ниша. В 1864 году личинки Rhagoletis pomonella были обнаружены в яблоках, тем самым зафиксирована яблонная раса этого вида. За полтора века наблюдений расы очень сильно разошлись. Они почти не скрещиваются друг с другом (уровень гибридизации не превышает 4—6 %). Яблоневая раса спаривается почти исключительно на яблонях, а боярышниковая — на боярышнике, что, учитывая разное время созревания плодов, приводит к репродуктивной изоляции. В скором времени возможно выделение из этих рас самостоятельных видов.
Кроме того вслед за Rhagoletis pomonella подобное видообразование произошло у наездника Diachasma alloeum, личинки которого паразитируют на личинках мух. После появление новой расы мух появилась и новая раса наездников, предпочитающая паразитировать на яблонных мухах.

### Опыты Г. Шапошникова по искусственному видообразованию
В конце 1950-х — начале 1960-х годов известный советский биолог Г. Х. Шапошников провёл ряд опытов, в процессе которых проводилась смена кормовых растений у различных видов тлей. Во время опытов впервые наблюдалась репродуктивная изоляция использованных в эксперименте особей от исходной популяции, что свидетельствует об образовании нового вида.